# Paraxiopsis hispida
Paraxiopsis hispida är en kräftdjursart som beskrevs av Brian Frederick Kensley 1996. Paraxiopsis hispida ingår i släktet Paraxiopsis och familjen Axiidae. Inga underarter finns listade i Catalogue of Life.